# 蘭訥斯灣
蘭訥斯灣（Randers Fjord）是丹麥的海灣，位於北歐地區，處於日德蘭半島東部，從蘭訥斯延伸至卡特加特海峡，長30公里，面積13平方公里，是垂釣的熱門地點。